# Божидар Джеліч
Божидар Джеліч (серб. Božidar Đelić, Божидар Ђелић; нар. 1 квітня 1965, Белград) — сербський економіст і політик.
Він народився у Белграді, дитинство провів у Парижі. Закінчив бізнес-школу «HautesEtudesCommerciales» і Паризький інститут політичних наук (InstitutdeSciencesPolitiquesdeParis), у 1988 році закінчив магістратуру у Вищій школі суспільних наук, вивчав державне управління у Гарвардському інституті державного управління ім. Джона Ф. Кеннеді (John F. Kennedy School of Government) у 1991 році.
У 1991–1992 рр. був радником Уряду Польщі у галузі приватизації і макроекономічних реформ.
У 1992–1993 рр. — радник в.о. прем'єр-міністра РФ Єгора Гайдара з питань макроекономічних реформ і віце-прем'єра Анатолія Чубайса з питань програми приватизації. Керував Відділом з макроекономіки та фінансів у кабінеті міністра фінансів Бориса Федорова.
1993–2000 — партнер у консалтинговій компанії «McKinsey & Company» в Парижі і в Кремнієвій долині.
1997 рік — очолював команду радників з реформ економіки румунського прем'єр-міністра Віктора Чорби.
З жовтня по грудень 2000 був шефом експертної команди віце-прем'єра СРЮ Міролюба Лабуса, відповідальним за розробку економічної програми.
2001–2003 рр. — Міністр фінансів в уряді Зорана Джинджича.
2005–2007 рр. — Директор групи «Crédit Agricole» по Східній Європі, поряд з іншим керував переговорами з придбання «Індекс-банку» в Україні.
Після дострокових виборів 2007 року Джеліч був кандидатом на посаду прем'єр-міністра Сербії від Демократичної партії, проте, за умовами коаліційної угоди з Демократичною партією Сербії, прем'єром став Воїслав Коштуніца, а Джелічу дістався портфель віце-прем'єра, відповідального за європейську інтеграцію.
Після дострокових виборів 11 травня 2008 року і формування уряду Мірко Цветковича, Божидар Джеліч отримав посаду віце-прем'єра з європейської інтеграції та міністра з науки і технологічного розвитку, був головним сербським переговірником з питань вступу до ЄС, координував програми фінансової допомоги ЄС Сербії.
9 січня 2011, після того як Європейська рада не надала Сербії статус кандидата на вступ до ЄС, Джеліч подав у відставку.
У січні 2014 року став виконавчим директором інвестиційного банку «Lazard» у Парижі.
Вільно володіє французькою, англійською, російською, німецькою та польською мовами.